# Тарасенко Галина Сергіївна (письменниця)
Тарасенко Галина Сергіївна — українська письменниця, фіналістка «Книги року BBC 2024» за дебютний роман «Колишнім не читати, або Як хитра Галя перестала хвилюватися і полюбила себе», виданий у ВД «ОРЛАНДО».

## Життєпис
Народилася 8 травня 1990 року у Кропивницькому. Отримала диплом магістерки з української мови та літератури в Центральноукраїнському державному університеті імені Володимира Винниченка. З 2014 року проживає в Києві.
У червні 2022 року почала роботу над рукописом, який першочергово мав назву «Хитра Галя». В основу покладена автобіографічна історія авторки, яка охоплює 2011—2015 роки. Жанр книги визначають як автофікшен (поєднання біографічних даних і художньої вигадки) або чик-літ.
Презентація книжки пройшла у київській книгарні «Readeat» 19 квітня. У рідному місті авторка представила книжковий дебют 27 квітня 2024 року у Книгарні «Є».

## «Маленький жовтий екскаватор»
Галина Тарасенко виступила ініціаторкою створення військової антології під назвою «Маленький жовтий екскаватор». Це збірка короткої прози та поезії, написаної студентами «Письменницького методу», а саме ветеранами АТО і діючими військовими. Збірка вийшла у травні і була офіційно представлена авторами на «Книжковому арсеналі 2024», а пізніше на фестивалі «Книжкова країна».